# Порай (гербова общност)
Порай (на полски: Poraj) е наименованието на полски герб, използван от различни родове на полското благородничество (шляхта) по време на Кралство Полша.
Алтернативни имена: Роза (Rosa или Róża), Роза Алба (Rosa Alba), Розич (Różyc), Стоице (Stoice), Уна Роза (Una Rosa).
Гербовата общност е вид организационна форма на полското благородничество. Няколко фамилии са били обединени под един герб, като едно семейство можело да принадлежи и към няколко гербови общности.
|  | Тази страница частично или изцяло представлява превод на страницата Poraj (Wappengemeinschaft) в Уикипедия на немски. Оригиналният текст, както и този превод, са защитени от Лиценза „Криейтив Комънс – Признание – Споделяне на споделеното“, а за съдържание, създадено преди юни 2009 година – от Лиценза за свободна документация на ГНУ. Прегледайте историята на редакциите на оригиналната страница, както и на преводната страница, за да видите списъка на съавторите. ВАЖНО: Този шаблон се отнася единствено до авторските права върху съдържанието на статията. Добавянето му не отменя изискването да се посочват конкретни източници на твърденията, които да бъдат благонадеждни. |

## Блазон
Гербът „Порай“ изобразява сребърна роза в червено. На шлема с червено-сребърна наметка има роза.

## Фамилии
Списък на семействата според Тадеуш Гайл:
Alantowicz, Ambroziewicz, Antoszewski, Badowski, Biernacki, Biligin, Bilimin, Boguchwal, Boryszowski, Brzezinski, Buczenski, Budzinski, Bukowski, Buzenski, Chlebowski, Chmielicki, Chodcza, Chometowski, Chomicz, Chominski, Chotecki, Chrzanowski, Czaslawski, Czeslawski, Dąb (Czelechy, Dub, Ehler, Żelechy), Debnicki, Dobrosolowski, Dobrzelewski, Dworzyszowski, Egierzdorf, Gadamowicz, Garkowski, Garlinski, Garmuchowski, Garnisz, Garnkowski, Cazuba, Gedrojc, Gidzielski, Gidzinski, Gluch, Gniewiecki, Cioczalkowski, Golemowski, Golembowski, Gorecki, Gorski, Gorynski, Gorzynski, Grochowicki, Grodecki, Gruszczynski, Grzybowski, Halicki, Hollak, Izbienski, Izkrzycki, Jaktorowski, Jakubowski, Jamiolkowski, Jankowski, Jaroszkowski, Jasienski, Jelec, Jemiolowski, Jezowski, Juracha, Kadlubek, Kalski, Kandzierzawski, Karszewski, Kaszlinski, Kaszowski, Kaszuba, Katerla, Kesowski, Kielpsz, Kobielski, Kodrebski, Konarzewski, Kopec, Koszczyc, Koszyc, Kozlorog, Kozlowski, Kozminski, Krepski, Krolikowski, Krzepicki, Kuczewski, Kunczewicz, Kuniewicz, Kurozwecki, Kurzewski, Latkowski, Lipinski, Lipnicki, Lissowski, Litwicki, Lodorowski, Lubanski, Lubelczyk, Lagiewnicki, Latkowski, Lyskowski, Mackiewicz, Madejski, Makowski, Malina, Maldrzyk, Malynski, Marszewski, Mecinski, Michalowski, Mickiewicz, Mieciecki, Mierucki, Mikorski, Mniszek, Mojaczewski, Mokrski, Naborowski, Niechmirowski, Nieciecki, Niemsta, Niesiecki, Niesiolowski, Nowicki, Olsztyinski, Paczorek, Paluski, Paluszycki, Piorunowski, Pisienski, Plaskowicki, Podleski, Poleski, Poraj, Porajowski, Potocki, Prazowski, Przedborowski, Przylupski, Pstrokonski, Pulawski, Raczkowski, Radosz, Radzinski, Roginicki, Rosen, Rozanski, Rozecki, Rozycki, Ruczowski, Rudnicki, Rusiecki, Ruzycki, Samproch, Sielecki, Siestrzewitowski, Skotnicki, Skwyroszewski, Sobiekurski, Sobiesierski, Sokolowski, Solnica, Solski, Sognicki, Strzalkowski, Suchecki, Suchocki, Sulinski, Swierzynski, Swinarski, Swiezynski, Szadlinski, Szatkowski, Szadkowski, Szczerbiez, Szewczycki, Trebnic, Tryniszewski, Trzebinski, Tyniecki, Wegierski, Weiss, Werner, Wielewiejski, Wienskowski, Wieszczyciorowski, Wilczek, Wilczynski, Wilkowski, Witkowski, Wodzinowski, Wodzynski, Wybranowski, Wydrychiewicz, Zakrzenski, Zakszynski, Zalinski, Zamojski, Zawadynski, Zawisza, Zblotnicki, Zbrozek, Zdzarowski, Zdzenicki, Zlobnicki, Zlotnicki, Zoledziowski, Zyrnicki